# Joigny-sur-Meuse
Joigny-sur-Meuse è un comune francese di 722 abitanti situato nel dipartimento delle Ardenne nella regione del Grand Est.

## Società

### Evoluzione demografica
Abitanti censiti